# سیسینا (بازیکن فوتبال)
سیسینا (به پرتغالی: Carlos César dos Santos) هافبک، هافبک اهل برزیل است که در شهر سائوپائولو و در تاریخ ۱۲ مارس ۱۹۸۰ به دنیا آمده‌است.
سیسینا در تیم‌های فوتبال اتلتیکو پارانائنزه سابقهٔ حضور دارد.